# Hakuto-R-missie 1
Hakuto-R-missie 1 was een commerciële Japanse maanlandingsmissie. De lander was in de eerste plaats bedoeld als technologisch demonstratiemodel dat was gebouwd en bestuurd door het Japanse bedrijf ispace. Bij de missie had de maanlander een rover bij zich, de Emirates Lunar-rover. Met een gereisde afstand van ongeveer 1.400.000 kilometer heeft de Hakuto een nieuw record gezet voor de grootste afgelegde afstand van een commercieel maanvaartuig.
De communicatie met de lander ging verloren tijdens de laatste seconden van de afdaling naar het maanoppervlak op 25 april 2023.

## Achtergrond
Ingenieur Andrew Barton nam in 2008 een initiatief de Google Lunar X-prijs te winnen door een particulier gefinancierde rover op de maan te laten landen. Hij richtte daartoe de ruimtevaartonderneming White Label Space op. In 2010 splitste Japanse tak van de onderneming onder leiding van Takeshi Hakamada zich af en ging verder onder de naam ispace. Veel van de specialisten verlieten het project in 2013, maar een groep Japanse leden gingen door met het project, dat werd hernoemd naar "Hakuto", de naam van een Japans mythologisch wit konijn.
In 2017 had ispace $ 90 miljoen aan financiering binnengehaald. Geen van de teams die deelnamen aan de Google Lunar X-prijs wist daadwerkelijk iets te lanceren vóór de deadline van 2018. Het Hakuto-team is na het verstrijken van de deadline toch doorgegaan met de ontwikkeling van het project. In april 2022 werd ispace aan de Tokyo Stock Exchange genoteerd. Het aandeel steeg binnen twee weken met 65%.

## Lander
De Hakuto-R lander was een toestel van 2,3 meter hoog bij 2,6 meter breed, met een totaalgewicht van ongeveer 1000 kilo (lading en brandstof inbegrepen). Om een stabiele landing uit te voeren had de lander vier landingspoten en een thruster.

## Missie

### Lancering
Hakuto-R missie 1 werd op 11 december 2022 gelanceerd aan boord van een Falcon 9-raket. De lander werd 47 minuten na de lancering van de raket ontkoppeld op een afstand van ongeveer 970 km van de aarde. In het ruimtevaartuig bevonden zich ladingen van NASA, daarnaast de Emirates Lunar Mission-rover bijgenaamd Rashid die ontwikkeld was in samenwerking met het Mohammed bin Rashid Space Center (MBRSC) uit Dubai, en ook de door Tomy en JAXA ontwikkelde SORA-Q transformeerbare maanrobot. De lander bevatte ook nog een andere lading, een muziekschijf met het nummer 'SORATO' van de Japanse rockband Sakanaction, die aanvankelijk in 2018 was uitgebracht als promotie-item van de Team Hakuto-campagne voor de Google Lunar XPRIZE.

### Maanlanding
Met behulp van gegevens die waren verzameld van een eerdere maanobservatiemissie, stelde ispace vast dat het doelgebied van de missie in de Atlas-krater in het Mare Frigoris-gebied van de maan zou zijn. Om brandstof te besparen gebruikte de missie een laagenergetisch traject om de maan te naderen en kwam in maart 2023 in een baan om de maan.
Na een reistijd van vijf maanden kwam op 25 april 2023 het moment de maanlanding te proberen De communicatie met Hakuto-R missie 1 ging verloren tijdens de laatste momenten van de afdaling naar het maanoppervlak om 16:40 UTC (00:40 JST) op 25 april. Daarop probeerden ingenieurs nog contact te leggen, maar begonnen ze aan te nemen dat de landingspoging niet was gelukt.
Later kwam men tot de conclusie dat de lander door een fout in de hoogtewaarneming te vroeg zijn laatste landingsmanoeuvre inzette waardoor de brandstof kort voor de geplande landing opraakte en de Hakuto-R bijgevolg ongecontroleerd en hard op het maanoppervlak was neergekomen. Een maand na de mislukte landing bracht I-Space naar buiten dat de  lander door een waarnemingsfout "dacht" al op het maanoppervlak te staan terwijl deze nog op een hoogte van 5 kilometer vloog.